# Leidhsögumadh

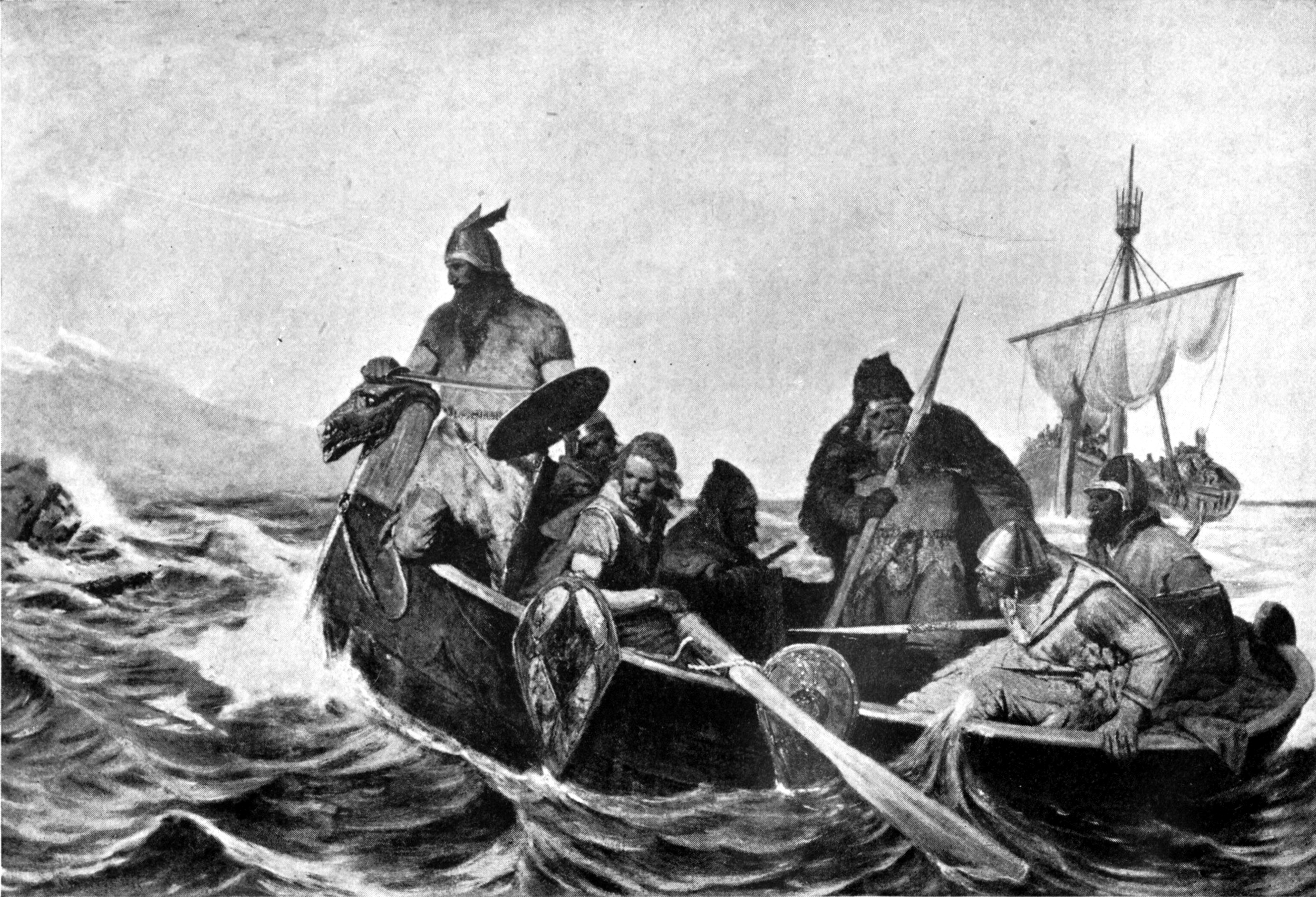
Expedición vikinga

Leidhsögumadh, leidhsögumadhr o leisögumadr, similar al islandés leiðsögumaður (guía o piloto) el idioma más cercano al hablado en la época vikinga; era el calificativo que los colonos vikingos daban a un guía experimentado en sus expediciones a partir del siglo IX y en quien se tenía una confianza total. Normalmente era un navegante que ya había partido anteriormente hacia los nuevos territorios, sobre todo Islandia y Groenlandia. Leidhsögumadhr significa «hombre que indica el camino».
El Landnámabók (historia de los asentamientos) menciona algunos de estos exploradores-guía, destacan entre otros Hrafna-Flóki Vilgerðarson, Gardar Svavarsson y Snaebjörn Galti.